# Danijela Martinović

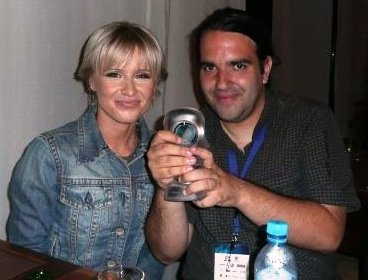
Danijela Martinović mit Marko Tomašević (2011)

Danijela Martinović (* 15. Juli 1971 in Split, Jugoslawien), auch bekannt unter ihrem Vornamen Danijela, ist eine kroatische Popsängerin, die 1995 (als Mitglied der Gruppe Magazin) und 1998 für Kroatien am Eurovision Song Contest teilnahm.

## Leben
Martinović wurde in eine Fleischerfamilie geboren. Danijela war mit Marko Perković, dem Sänger der Band Thompson, verheiratet. Erst als sie sich scheiden ließen, wurde dies öffentlich. 2006 wurde die kirchliche Ehe annulliert. Vor und nach ihrer Ehe war sie mit dem Sänger Petar Grašo liiert.

## Karriere

### Musik
Ihre Karriere als Sängerin begann sie in der Band „Magazin“ 1990. 1995 vertrat „Magazin“ Kroatien beim Eurovision Song Contest zusammen mit Lidija Horvat Dunjko. Mit ihrem Titel Nostalgija belegten sie den 6. Platz mit 91 Punkten.
1996 verließ Martinović die Band um unter dem Namen „Danijela“ ihre Solokarriere zu starten. 1998 gewinnt sie die kroatische Vorauswahl Dora zum Eurovision Song Contest und wird in Birmingham 5. mit 131 Punkten. Im gleichen Jahr erschien ihr bis dato erfolgreichstes Album To malo ljubavi. Es verkaufte sich bis heute über die Grenzen Kroatiens (vor allem in den Nachfolgestaaten Jugoslawiens) hinaus mehr als 100.000-mal und ist somit das meistverkaufte Album einer kroatischen Sängerin. 1999 wurde sie in Mazedonien zum Interpreten des Jahres gewählt. Ihr Folgealbum I po svijetlu i po mraku verkaufte sich über 45.000 Mal in Kroatien und ist somit eines der zehn meistverkauften Alben Kroatiens. Nach einer kreativen Pause folgen im Jahr 2001 ein Best-Of- sowie ein weiteres Studioalbum.
2005 trat sie nochmals bei der Dora an und belegte den 3. Platz. 2006 wurde sie nur 14. Auf dem Sampler Canta i baila con Danijela finden sich ihre beliebtesten Songs neu arrangiert wieder. Danijela wollte ihren Songs Latinoflair verleihen und nahm das Album in Spanien auf. Die „Zlatna kolekcija“ ist eine Doppel-CD mit ihren meistgespielten Liedern. Diese wurden digital vollständig nachbearbeitet, da die kroatische Tontechnik bis Mitte der 90er Jahre rückständig war.
Im Dezember 2010 erschien ein neuer Song namens „Pola Pola“.
Danijela sang bereits etliche Duette mit Kemal Monteno, Martin Vučić, Marko Perković und anderen.

### Schauspiel
In der Sitcom Cimer fraj („Zimmer frei“) spielt Martinović die Rolle der Cvita, einer Sängerin, die nur im ansässigen Hotel singt und auf den großen Durchbruch hofft, um ihr provinzielles Umfeld zu verlassen. Die Serie läuft in erster Staffel auf Nova TV (2006). Für 2007 war eine 2. Staffel geplant.

### Sonstiges
2006 präsentierte sie ihre erste Modekollektion für Kinder namens „DaMa“. Erst kürzlich verfasste sie ein gleichnamiges Kinderbuch mit Illustrationen von Zorica Bonaći. 2006 erschien ihr Parfum La La.

## Diskografie

### Alben
- 1996: Zovem te ja
- 1998: To malo ljubavi
- 1999: I po svjetlu i po mraku
- 2001: Pleši sa mnom
- 2003: Božić s Danijelom (HR: Silber)[3]
- 2005: Oaza
- 2011: Unikat

### Kompilationen
- 2001: Najbolje godine (HR: Silber)
- 2006: Zlatna kolekcija
- 2006: Canta y baila con Danijela
- 2014: The Best Of

### Singles (Auswahl)
- 1996: Ti možeš lagat
- 1998: Neka mi ne svane
- 1998: Da Je Slađe Zaspati
- 2000: Ovako Ne Mogu Dalje (mit Kemal Monteno)
- 2001: Pleši Sa Mnom
- 2023: Ono nešto (mit Marko Škugor)